# Annit (Mineral)
Annit ist ein eher selten vorkommendes Mineral aus der Glimmergruppe innerhalb der Mineralklasse der „Silikate und Germanate“ mit der chemischen Zusammensetzung KFe2+3[(OH,F)2|AlSi3O10] und damit chemisch gesehen ein Kalium-Eisen-Alumosolikat mit zusätzlichen Fluor- und/oder Hydroxidionen. Strukturell gehört Annit zu den Schichtsilikaten (Phyllosilikate).
Annit kristallisiert im monoklinen Kristallsystem und entwickelt durchsichtige bis durchscheinende, meist tafelige Kristalle und blättrige Mineral-Aggregate von schwarzer Farbe mit rötlichem Schimmer. Je nach Ausprägung weisen die Kristalloberflächen einen glasähnlichem oder perlmuttartigem Glanz auf.

## Etymologie und Geschichte
Das Mineral wurde 1868 von James Dwight Dana in seiner fünften Ausgabe von A system of mineralogy (siehe auch Systematik der Minerale nach Dana) kurz mit den wichtigsten Eigenschaften beschrieben und als Annit bezeichnet. Er erwähnt zudem, dass das Mineral erstmals von Josiah Parsons Cooke (junior) analysiert und unter der Bezeichnung Lepidomelan (of Cape Ann) beschrieben wurde. Dana wählte den bis heute gültigen Namen des Minerals nach dessen erster Fundstelle (Typlokalität), dem Cape Ann an der östlichen Landzunge vom Essex County in Massachusetts, USA.
Annit war bereits lange vor der Gründung der International Mineralogical Association (IMA) bekannt und als eigenständige Mineralart anerkannt. Damit hätte Annit theoretisch den Status eines grandfathered Mineral. In der 1998 erfolgten Publikation der IMA: Commission on new minerals and mineral names wurde allerdings die Nomenklatur der Glimmer neu definiert. Annit wurde hier mit der Endgliedformel KFe2+3AlSi3O10(OH)2 in die Gruppe der „Echten Glimmer“ mit dioktaedrischer Struktur eingeordnet. Da dies automatisch eine nachträgliche Ankerkennung für den Annit bedeutete, wird das Mineral seitdem in der „Liste der Minerale und Mineralnamen“ der IMA unter der Summenanerkennung „IMA 1998 s.p.“ (special procedure) geführt. Die seit 2021 ebenfalls von der IMA/CNMNC anerkannte Kurzbezeichnung (auch Mineral-Symbol) von Annit lautet „Ann“.
Ein Aufbewahrungsort für das Typmaterial des Minerals ist nicht dokumentiert.

## Klassifikation
Bereits in der veralteten 8. Auflage der Mineralsystematik nach Strunz gehörte der Annit zur Mineralklasse der „Silikate und Germanate“ und dort zur Abteilung der „Schichtsilikate (Phyllosilikate)“, wo er innerhalb der Glimmergruppe zusammen mit Hendricksit, Phlogopit, Polylithionit, Siderophyllit, Tainiolith und Trilithionit sowie den inzwischen als Mischkristalle diskreditierten Biotit, Lepidolith und Zinnwaldit die „Biotit-Reihe“ mit der System-Nr. VIII/E.05b bildete.
In der zuletzt 2018 überarbeiteten Lapis-Systematik nach Stefan Weiß, die formal auf der alten Systematik von Karl Hugo Strunz in der 8. Auflage basiert, erhielt das Mineral die System- und Mineralnummer VIII/H.11-110. Dies entspricht der Klasse der „Silikate“ und dort der Abteilung „Schichtsilikate“, wo Annit zusammen mit Aspidolith, Balestrait, Eastonit, Ephesit, Fluorannit, Fluorophlogopit, Fluorotetraferriphlogopit, Hendricksit, Hydrobiotit, Luanshiweiit, Masutomilith, Montdorit, Norrishit, Orlovit, Oxyphlogopit, Phlogopit, Polylithionit, Preiswerkit, Shirokshinit, Shirozulith, Siderophyllit, Sokolovait, Suhailit, Tainiolith, Tetraferriannit, Tetraferriphlogopit, Trilithionit, Voloshinit und Yangzhumingit die „Lithionit-Biotit-Reihe“ mit der Systemnummer VIII/H.11 bildet.
Auch die von der International Mineralogical Association (IMA) zuletzt 2009 aktualisierte 9. Auflage der Strunz’schen Mineralsystematik ordnet den Annit in die Abteilung der „Schichtsilikate“ ein. Diese ist allerdings weiter unterteilt nach Struktur der Schichten, so dass das Mineral entsprechend seinem Aufbau in der Unterabteilung „Schichtsilikate (Phyllosilikate) mit Glimmertafeln, zusammengesetzt aus tetraedrischen und oktaedrischen Netzen“ zu finden ist, wo es zusammen mit Aspidolith, Eastonit, Ephesit, Fluorannit, Fluorophlogopit, Hendricksit, Masutomilith, Norrishit, Phlogopit, Polylithionit, Preiswerkit, Shirokshinit, Shirozulith, Siderophyllit, Sokolovait, Suhailit, Tetraferriannit, Tetraferriphlogopit, Trilithionit und Wonesit sowie den hier als Mineralgruppe definierten Biotit, Lepidolith und Zinnwaldit die „Phlogopitgruppe“ mit der System-Nr. 9.EC.20 bildet.
Auch die vorwiegend im englischen Sprachraum gebräuchliche Systematik der Minerale nach Dana ordnet den Annit ebenfalls in die Abteilung der „Schichtsilikatminerale“ ein. Hier ist er zusammen mit Aspidolith, Eastonit, Ephesit, Fluorannit, Fluorophlogopit, Hendricksit, Masutomilith, Norrishit, Phlogopit, Polylithionit, Preiswerkit, Shirozulith, Siderophyllit, Sokolovait, Suhailit, Tainiolith, Tetraferriannit, Tetraferriphlogopit, Trilithionit, Wonesit sowie den Mineralgruppen Biotit, Lepidolith und Zinnwaldit in der „Glimmergruppe (Biotit-Untergruppe)“ mit der System-Nr. 71.02.02b innerhalb der Unterabteilung „Schichtsilikate: Schichten von sechsgliedrigen Ringen mit 2:1-Lagen“ zu finden.

## Chemismus
Bei einer Untersuchung von zwei Annit-Proben wurden bei einer Probe geringe Beimengungen von Magnesiumoxid festgestellt, bei einer anderen Probe wurde ein etwas höherer Aluminiumanteil festgestellt, dafür fehlten die Fluor- und Hydroxidgruppen.

## Kristallstruktur
Annit kristallisiert monoklin in der Raumgruppe C2/m (Raumgruppen-Nr. 12) mit den Gitterparametern a = 5,3860 Å, b = 9,3241 Å und c = 10,2683 Å und zwei Formeleinheiten pro Elementarzelle.

## Eigenschaften
Annit ist Bestandteil von Biotit. Biotit wurde 1999 der Status als eigenständiges Material aberkannt, es wird nun als Mischkristall in der Annit-Phlogopit-Mischreihe behandelt.
Zudem hat Annit einen Pleochroismus. Es scheint in X-Richtung braun, in Y- und Z-Richtung dagegen dunkelbraun.

## Bildung und Fundorte

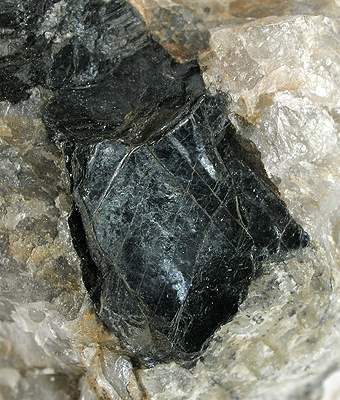
Annit aus Rockport, Essex County, Massachusetts, USA (Gesamtgröße der Probe 6,8 cm × 5,4 cm × 4,6 cm)

Annit bildet sich in magnesiumarmen magmatischen und metamorphen Gesteinen. Als Begleitminerale können unter anderem Fluorit und Zirkon auftreten.
Als eher seltene Mineralbildung kann Annit an verschiedenen Fundorten zum Teil zwar reichlich vorhanden sein, insgesamt ist er aber wenig verbreitet. Weltweit sind bisher rund 450 Vorkommen für Annit dokumentiert (Stand 2024).
In Deutschland gibt es in Rheinland-Pfalz einen Fundort in Rockeskyll bei Gerolstein an der Eifel. Zwei Fundorte gibt es auch in Sachsen, beide in der Oberlausitz: Einer liegt in Thiemendorf, Gemeinde Waldhufen, der andere in Döbschütz, Gemeinde Vierkirchen.
In Österreich gibt es einen Fundort in der Steiermark im Gebirgszug Gleinalpe. Eventuell befindet sich ein weiterer Fundort in Amering im Bezirk Murtal.
In der Schweiz gibt es zwei Fundstellen. Einer befindet sich Chironico im Kanton Tessin. Der andere ist in Thyon im Kanton Wallis.
Ansonsten kann das Mineral in Ägypten, Argentinien, Australien, Brasilien, China, Eritrea, Finnland, Griechenland, Indien, Italien, Japan, Kamerun, Kanada, Madagaskar, Malawi, der Mongolei, dem Niger, Norwegen, den Philippinen, Polen, Portugal, Rumänien, Russland, St. Lucia, der Slowakei, Südafrika, Spanien, Schweden, der Tschechischen Republik, dem Vereinigten Königreich, der Ukraine, Ungarn und den USA gefunden werden. Das Mineral ist somit in 34 Staaten und auf allen Kontinenten vertreten.